# Funcție regulată
Funcțiile regulate sunt funcții reale, utile pentru teoria integrării.
La această categorie aparțin funcțiile în trepte și cele continue cel puțin pe porțiuni.

## Definiție pe mulțimeanumerelor reale
Definiție. (Funcția în trepte)
Fie {\displaystyle [a,b]} un interval compact.
O funcție {\displaystyle f:[a,b]\to \mathbb {R} } se numește funcție în trepte dacă există mai multe puncte {\displaystyle a=c_{0}<c_{1}<\cdots <c_{n}=b} astfel încât pentru orice {\displaystyle k=1,2,\cdots ,n} restricția {\displaystyle f|_{c_{k-1},c_{k}}} este constantă.
Definiție. (Continuitate parțială)
Fie {\displaystyle [a,b]} un interval compact.
O funcție {\displaystyle f:[a,b]\to \mathbb {R} } se numește continuă pe porțiuni dacă există mai multe puncte {\displaystyle a=c_{0}<c_{1}<\cdots <c_{n}=b} astfel încât pentru orice {\displaystyle k=1,2,\cdots ,n} restricția {\displaystyle f|_{c_{k-1},c_{k}}} este continuă și în plus:
{\displaystyle f(c_{k-1}^{+})=\lim _{x\downarrow c_{k-1}}f(x)}
{\displaystyle f(c_{k}^{-})=\lim _{x\uparrow c_{k}}f(x)}
Definiție. (Funcție regulată)
Fie un interval {\displaystyle I\subset \mathbb {R} } cu punctul inițial {\displaystyle a\in {\overline {\mathbb {R} }}} și punctul final {\displaystyle b\in {\overline {\mathbb {R} }}.}
O funcție {\displaystyle f:I\to \mathbb {R} } se numește funcție regulată dacă sunt valabile următoarele:
1. Pentru orice punct interior {\displaystyle x\in (a,b)} există în {\displaystyle \mathbb {R} } o limită la stânga {\displaystyle f(x^{+})} și una la dreapta {\displaystyle f(x^{-}).}
2. Dacă punctul inițial {\displaystyle a\in I}, atunci există și limita la drepta {\displaystyle f(a^{+})\in \mathbb {R} .}
3. Dacă punctul final {\displaystyle b\in I}, atunci există și limita la stânga {\displaystyle f(a^{-})\in \mathbb {R} .}

Mulțimea funcțiilor regulate pe I se notează {\displaystyle {\mathcal {R}}(I)={\mathcal {R}}(I,\mathbb {R} ).}

## Funcții regulate înspații afine
Fie {\displaystyle V\subseteq \mathbb {A} ^{n}} o mulțime algebrică afină, {\displaystyle W\subseteq V} o submulțime deschisă și o funcție {\displaystyle f:W\to K.}
Spunem că f este regulată în punctul {\displaystyle P\in W} dacă există o vecinătate deschisă U a lui P în W și două polinoame {\displaystyle g,h\in K\left[X_{1},X_{2},\cdots ,X_{n}\right]}, astfel încât h nu se anulează pe U și:
{\displaystyle f_{|U}={\frac {g}{h}}.}
Spunem că f este regulată pe W dacă este regulată în orice punct al mulțimii W.